# Leslie (Georgia)
Leslie is een plaats (city) in de Amerikaanse staat Georgia, en valt bestuurlijk gezien onder Sumter County.

## Demografie
Bij de volkstelling in 2000 werd het aantal inwoners vastgesteld op 455.
In 2006 is het aantal inwoners door het United States Census Bureau geschat op 439, een daling van 16 (-3,5%).

## Geografie
Volgens het United States Census Bureau beslaat de plaats een oppervlakte van
4,6 km², geheel bestaande uit land. Leslie ligt op ongeveer 94 m boven zeeniveau.

## Plaatsen in de nabije omgeving
De onderstaande figuur toont nabijgelegen plaatsen in een straal van 28 km rond Leslie.